# قاتل پورن استار آماتور
قاتل پورن استار آماتور (انگلیسی: Amateur Porn Star Killer) یک فیلم ترسناک سه قسمتی آمریکایی به کارگردانی «شین رایان» است که قسمت نخست آن در سال ۲۰۰۷ منتشر شد.
قسمت اول، یک مستندنما دربارهٔ یک فیلم اسناف است. دو قسمت اول فیلم در اتاق‌های متل فیلم‌برداری شده بود و قسمت سوم بر روی صندلی جلوی یک خودروی شاسی‌بلند می‌گذرد.